# خوان خوسيه نوغيس
خوان خوسيه نوغيس بورتالاتين (بالإسبانية: Juan José Nogués)‏ (28 مارس 1909 – 1998) لاعب كرة قدم إسباني راحل كان يجيد اللعب في مركز حارس المرمى .
لعب طوال مسيرته الرياضية في أندية ريال سرقسطة (؟؟؟؟-1930) برشلونة (1930-1936) برشلونة (1940-1942).
مثل منتخب إسبانيا في مباراة واحدة (1934) كما مثل منتخب كتلونيا في 10 مباريات (1932-1941). شارك مع منتخب إسبانيا في بطولة كأس العالم 1934 في إيطاليا حيث خرج من الدور الربع النهائي.
تولى تدريب أندية نادي برشلونة (1941-1944) خيمناستيكا (1944-1949) إسبانيول (1950-1952) ريال سبورتنغ خيخون (1952-1954) ييدا (1954-1955).

## وصلات خارجية
- خوان خوسيه نوغيس على موقع الاتحاد الدولي (مؤرشف)  (الإنجليزية)
- خوان خوسيه نوغيس على موقع قاعدة بيانات كرة القدم.إي يو (الإنجليزية)
- خوان خوسيه نوغيس على موقع عالم كرة القدم.نت (الإنجليزية)
- سيرة ذاتية